# غوغا (فیلم)
غوغا فیلمی به کارگردانی و نویسندگی سعید سهیلی محصول سال ۱۳۸۱ است.

## خلاصه داستان
ندا افشاری، خبرنگار حوادث یک روزنامه، به هنگام تهیه گزارش از زن‌های خیابانی، توسط آنها مورد حمله و ضرب و شتم قرار گرفته و کشته می‌شود. در شبی که افشاری به قتل می‌رسد، زنی با نام غوغا از زندان فرار کرده و بعد از سرقت اتومبیل جوانی به نام رضا ناپدید می‌شود، رضا علاقمند غوغاست و در تمامی مراحل، پیگیر تحولات زندگی اوست. غوغا، عکس و خبر قتل ندا افشاری را در روزنامه می‌بیند، از شباهت فراوانی که بین او و مقتول وجود دارد، شوکه می‌شود و آنقدر این موضوع را پیگیری و کنجکاوی می‌کند تا این که متوجه می‌شود ندا افشاری خواهر دوقلوی او بوده است، اما او را در کودکی دزدیده و به کار خلاف کشانده‌اند. غوغا تصمیم می‌گیرد تا انتقام قتل خواهرش را از زنهای خیابانی بگیرد. او شبانه در خیابان‌ها و محل تردد خواهرش پرسه می‌زند و قاتلان خواهرش را یک به یک شناسایی می‌کند و سپس با کمک رضا و همچنین همسر خواهرش، آنها را می‌کشد. سردسته زن‌های خیابانی، قاتل اصلی - معروف به دراکولا - در طبقه آخر یک برج اقامت دارد. اگرچه او در مقابل غوغا مقاومت می‌کند اما غوغا بالاخره او را خفه کرده و آپارتمانش را به آتش می‌کشد. در حالی که همسر ندا و همچنین رضا مشتاقانه خواستار ازدواج با غوغا هستند، اما او که باور دارد وظیفه اش را به پایان رسانده، خود را به مسئولان زندان معرفی می‌کند.

## بازیگران
- شهرام حقیقت‌دوست
- پانته‌آ بهرام
- بهناز جعفری
- محسن قاضی‌مرادی
- شراره رخام
- مهدی فقیه
- علیرضا اشکبوس
- آناهیتا آزادپرور
- آمنه کیوانی
- شیرین ایزدی
- نسرین خسروانی
- درین نارنجی‌ها
- مروارید نارنجی‌ها
- حسن چودن
- بهار لنکرانی
- ندا دالمی
- حسن سیاح
- بیتا همت
- سعید بهرامیان
- روژان آریامنش
- نازنین شیخ‌میری
- سیما شیرازی